# Sven Tornberg
Sven A. Tornberg, född 21 april 1864 i Djurröds socken av Kristianstads län, död 8 oktober 1928 i Teckomatorp, var en svensk folkskollärare samt grundare av och direktör för Skrivrit. Han var gift och hade fem barn.
Efter att ha genomgått sex klasser vid Kristianstads högre allmänna läroverk inskrevs han vid seminariet i Lund, där han avlade examen 1885. Tjänstgjorde som lärare vid Arlövs folkskolor 1885-1910, därav som överlärare 1891-1909. Erhöll dispens för lärarbefattning vid högre folkskola 1900. Han deltog i flera sommarkurser vid Lunds universitet och i en vid Askov Højskole i Danmark samt i slöjdkurs på Nääs. Han var ledamot av kyrko- och skolråd under 18 år, skolkassör i 2 år, ledamot i 2 skolbyggnadskommittéer, kommunalrevisor m. m.
Han bildade Arlövs föreläsningsförening 1896 och var dess föreståndare i 15 år. Lika länge var han bibliotekarie i sockenbiblioteket, vars ordförande han sedan blev. En lässtuga blev på hans initiativ inrättad. Han var en av upphovsmännen till bildande av Västra Barakretsen av Sveriges allmänna folkskollärareförening 1899, under de 2 första åren dess ordförande.
På hösten 1897 tog han initiativet till bildandet av Skriv- och ritboksaktiebolaget, och fick över 200 lärare att köpa de 400 aktierna à 50 kronor. Vid den första bolagsstämman i slutet av samma år valdes Tornberg till bolagets ledare. Företagets tillväxt och gjorde att han 1910 kunde lämna arbetet som lärare. Bolaget köpte upp konkurrenter i Nässjö och Gävle och hade 1924 ett aktiekapital om 2 miljoner kronor, en omsättning om 3 miljoner kronor och 2000 lärare som delägare och kunder. Tornberg gick i pension 1924, vid fyllda 60 år. Bolagets namn förkortades senare till Skrivrit och i början av 1970-talet blev det uppköpt av Esselte.